# Sydney Maree
Sydney Maree (né le 9 septembre 1956 à Cullinan, en Afrique du Sud) est un athlète américain spécialiste des courses de fond.

## Carrière
Né à Cullinan, près de Pretoria, Sydney Maree fuit l'Afrique du Sud et est privé durant plusieurs années de toute compétition internationale. Il s'installe aux États-Unis où il bénéficie d'une bourse d'études à l'Université Villanova, près de Philadelphie. Sydney Maree s'adjuge les titres NCAA du 1 500 mètres en 1980 et 1981, et celui du 5 000 mètres en 1979.
Naturalisé américain en 1982, il établit la meilleure performance mondiale de l'année 1982 sur 1 500 m en 3 min 32 s 12. Le 28 août 1983, lors du meeting de Cologne, Sydney Maree établit un nouveau record du monde du 1 500 m en 3 min 31 s 24, améliorant de douze centièmes de seconde la meilleure marque mondiale détenue par le Britannique Steve Ovett depuis la saison 1980. Une semaine plus tard, Steve Ovett récupère son record du monde en signant 3 min 30 s 77 à Rieti. Deux ans plus tard, lors du même meeting de Cologne, Sydney Maree devient le premier athlète américain à descendre sous la barrière des 3 min 30 s au 1 500 m (3 min 29 s 77). Il établit par ailleurs un autre record des États-Unis sur 5 000 m en courant 13 min 01 s 15 à Oslo.
Il se classe onzième de la finale du 5 000 mètres des Championnats du monde 1987 de Rome, puis prend la cinquième place des Jeux olympiques de Séoul en 1988. Il termine au pied du podium du 1 500 m lors des Championnats du monde en salle de Budapest, en 1989.